# Sacadas de Lima

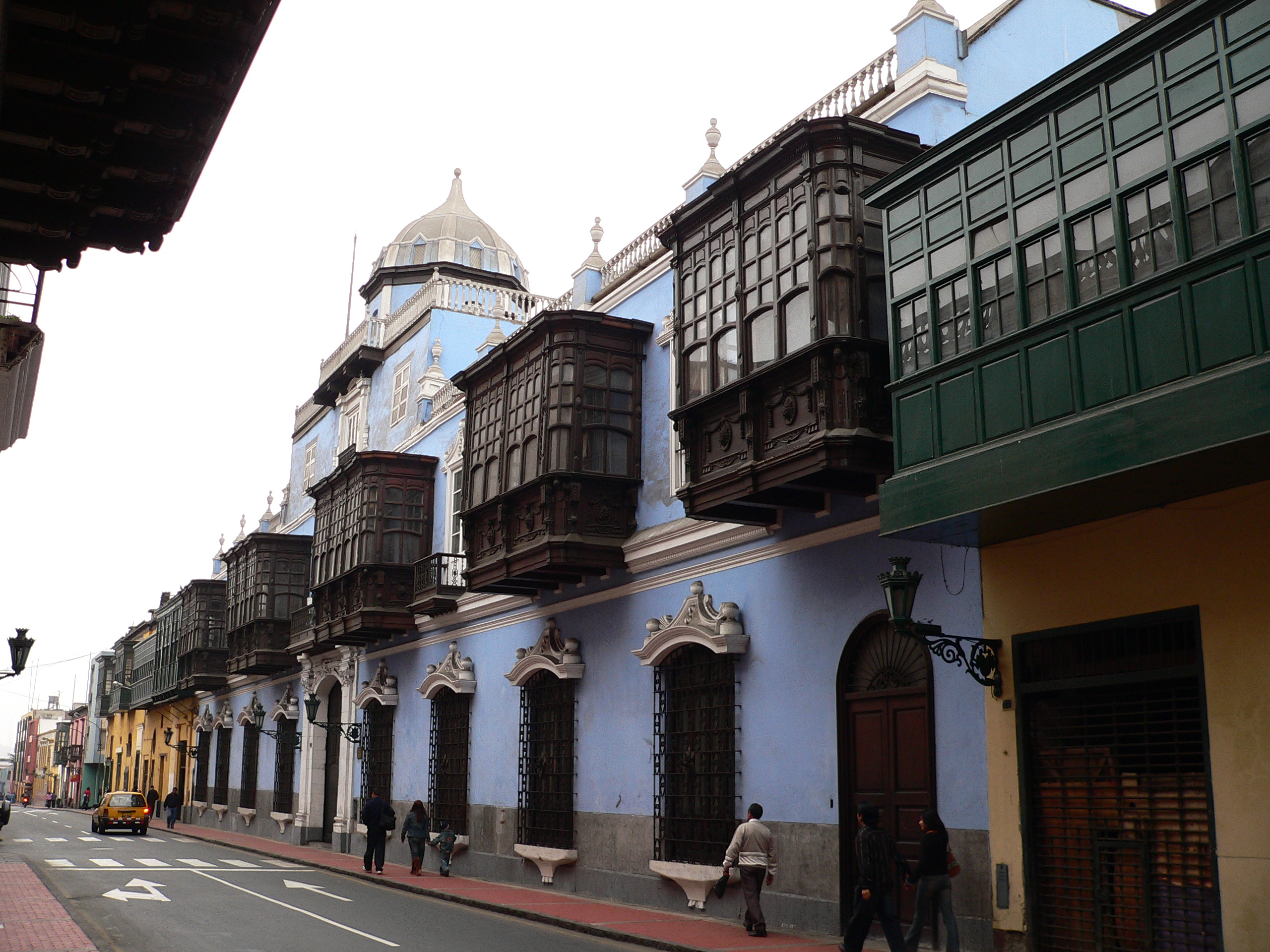
Fachada da Casa de Osambela situada no Jirón Conde de Superunda.Detalhe para as sacadas de estilo Luis XVI decoradas com guirlandas.

As sacadas de Lima, construídas tanto na época colonial como durante a República e que existem até hoje, principalmente no centro histórico de Lima (distritos de Lima e Rímac), são parte do património arquitetônico da capital do Peru.
No centro histórico de Lima abundam as sacadas, que dão à cidade um aspecto único. As sacadas, junto aos demais monumentos arquitetônicos de Lima, são a razão pela qual a Unesco declarou o centro antigo da cidade como Património da Humanidade.

## História

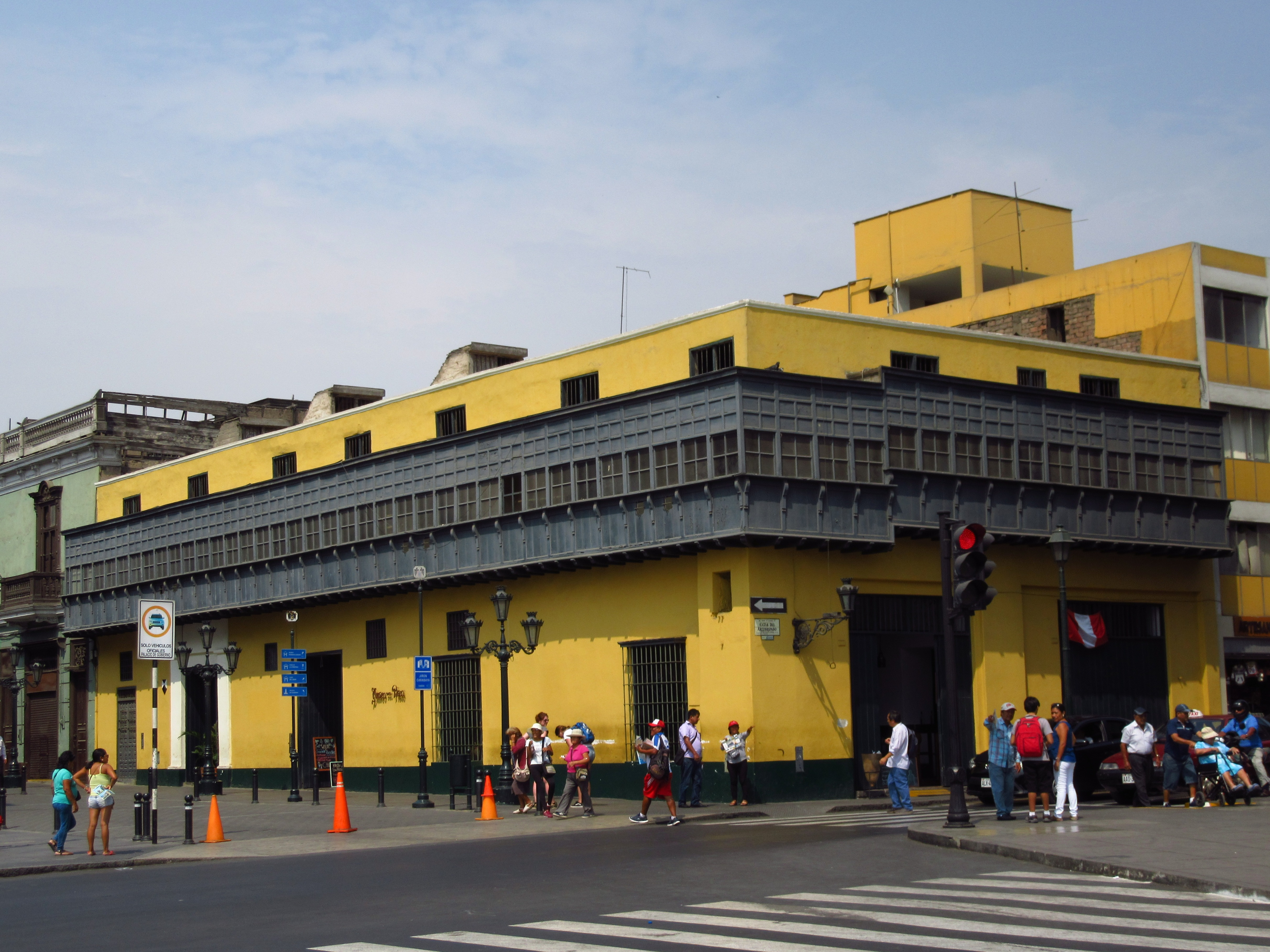
A sacada da Casa do Oidor, de princípios do século XVIII, é a única da época colonial que fica na Praça Maior de Lima.

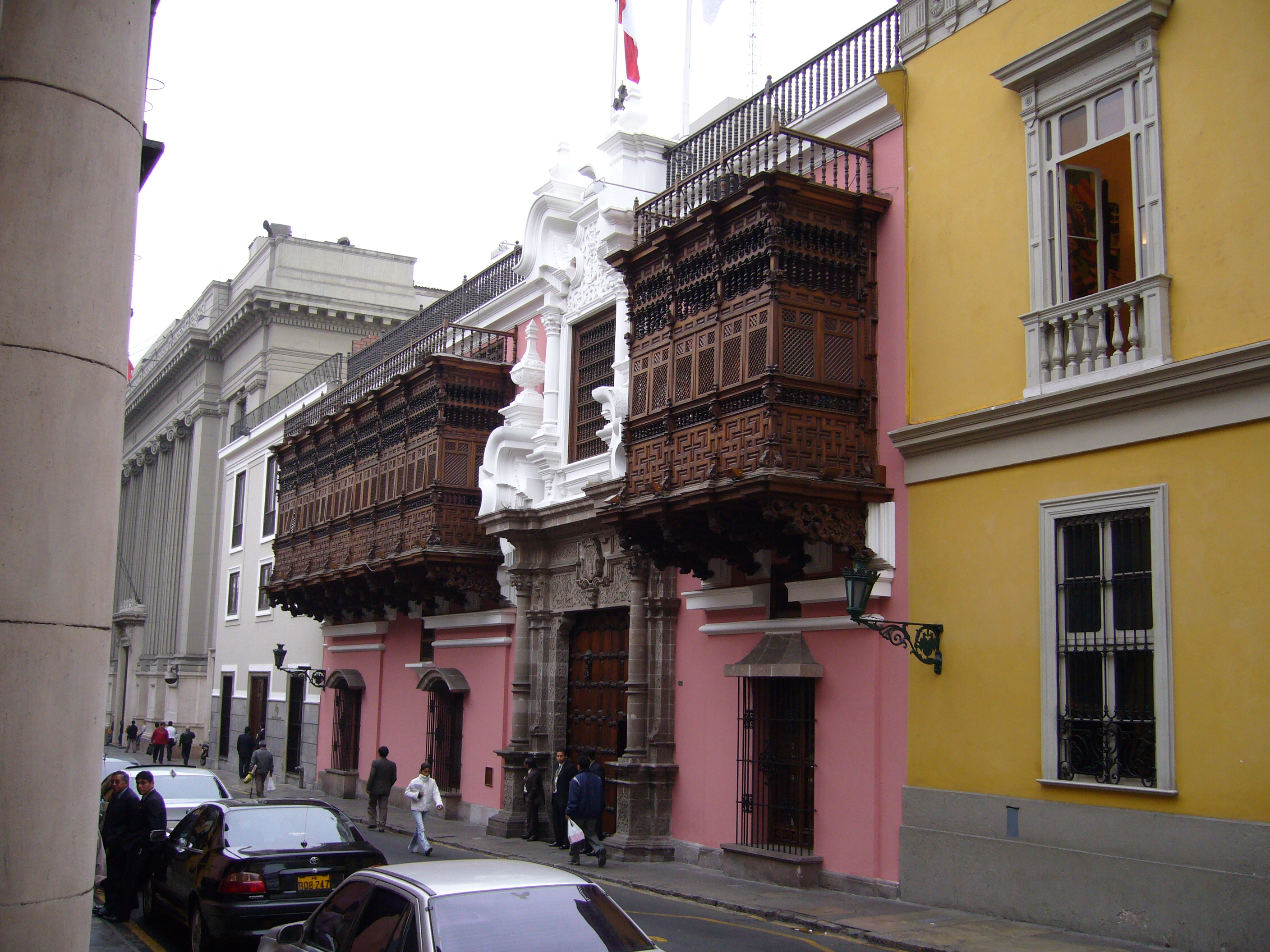
Fachada do Palácio de Torre Tagle, com pórticos e arcos de pedra talhada e sacadas mouriscas de madeira talhada.

As sacadas em Lima foram construídas nos estilos renascentista, barroco, neoclássico e neobarroco e tiveram influências mediterrâneas, mouriscas e andaluzas. Os estilos renascentista e barroco surgiram como resultado da influência europeia, sendo que a ideia renascentista de que a nobreza de um edifício caracterizava a grandiosidade de uma cidade permeou a arquitetura de Lima. A arquitetura barroca deste período, caracterizada pela exuberância e ornamentação pesada, também prevalece. No século XVIII, o estilo rococó permeou Lima, a partir da influência francesa. Este estilo envolveu a ornamentação e temas lúdicos. A Casa Goyeneche, construída em 1863, é conhecida por sua influência francesa.

Os mouros também influenciaram a arquitetura peruana. Varandas fechadas de madeira, também chamadas de miradores, foram herdadas da tradição mashrabiya da arquitetura mourisca, pois os mouros ocuparam o sul da Espanha. O termo mirar em espanhol se traduz por “olhar”, indicando que as varandas proporcionam aos moradores uma visão ampla da paisagem. No entanto, os estilos mouros tornaram-se menos populares quando estilos modernos foram adotados em Lima.

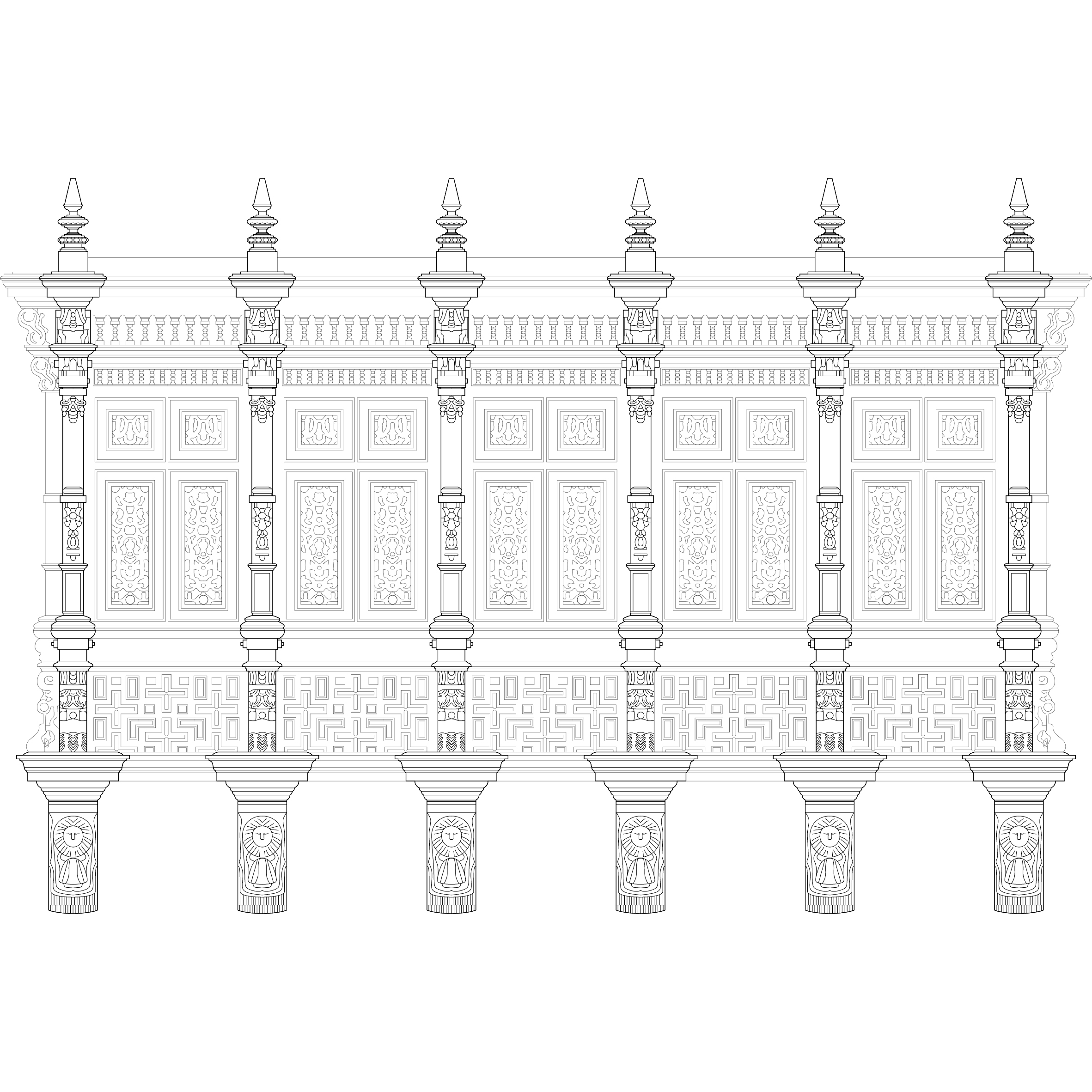
Vista frontal de uma das sacadas do Palácio Arquiepiscopal de Lima

O historiador Antonio San Cristóbal, baseando nos conciertos de obra (registro efetuado na data em que se realizava a construção), distingue dois períodos na construção das sacadas:
- Primeiro período: nas fachadas das casas limenhas do século XVI e princípios do século XVII foram construídas sacadas planas abertas, assim como galerias abertas e alongadas por toda a fachada da rua.

- Segundo período: no começo do século XVII começaram a aparecer as sacadas fechadas de cajón, que dominaram a paisagem urbana a partir da década de 1620 em diante, substituindo gradualmente as sacadas abertas e planas.

## Tipos de sacadas
- Sacadas abertas: só contavam com o parapeito sobre a plataforma mas careciam do fechamento alçado entre o guarda-corpo e o telhado. A altura era de uma vara e um quarto, e a largura era planejada para acomodar uma cadeira dentro, e em algumas se erguia uma tela de madeira para proteção da chuva.

- Sacadas rasas: não se projetam do muro da fachada, o vão na parede se estende até o chão do cômodo mas não existe a plataforma exterior. O parapeito fecha a parte baixa do vão.

- Sacadas de cajón: surge como uma derivação externa das galerias de madeira nos pátios limenhos, variando o modo de fechamento em toda a frente visível mas não na estrutura do andar, da coberta e a dos suportes. Possuem a mesma largura que as galerias ou no máximo uma vara e um quarto.

- Sacadas longas de cajón: inicialmente galerias abertas, a introdução de vidro as transformou, criando dois tipos, sacadas abertas nas casas de múltiplos moradores e sacadas de cajón corrido nas casas de apenas um ocupante.

## Características
As principais características das sacadas são a treliça e a balaustrada. As sacadas de madeira projetadas nos níveis superiores também permitem privacidade e circulação de ar, característica essencial para edifícios em países mais quentes. Varandas não arredondadas foram introduzidas na Espanha no século XVIII. As varandas do século XV ao XVII são conhecidas pela sua abertura, enquanto as varandas construídas após esse período são mais fechadas. Azulejos e mosaicos sevilhanos são usados na construção das varandas.
Nas sacadas de cajón anteriores ao terramoto de 1687 impôs-se a conformação de três estratos superpostos.
- Parapeito: composto basicamente de tabuleiros fechados ou abertos ou também de alguma faixa de balaústres.

- Gelosia: varetas de cedro entrecruzadas.

- Balaústre: unidos com arcos, às vezes seguiam uma faixa estreita de pequenos tabuleiros sobre a qual se assentam as mísulas que apoiam as telhas de barro da cobertura.

### Estrutura

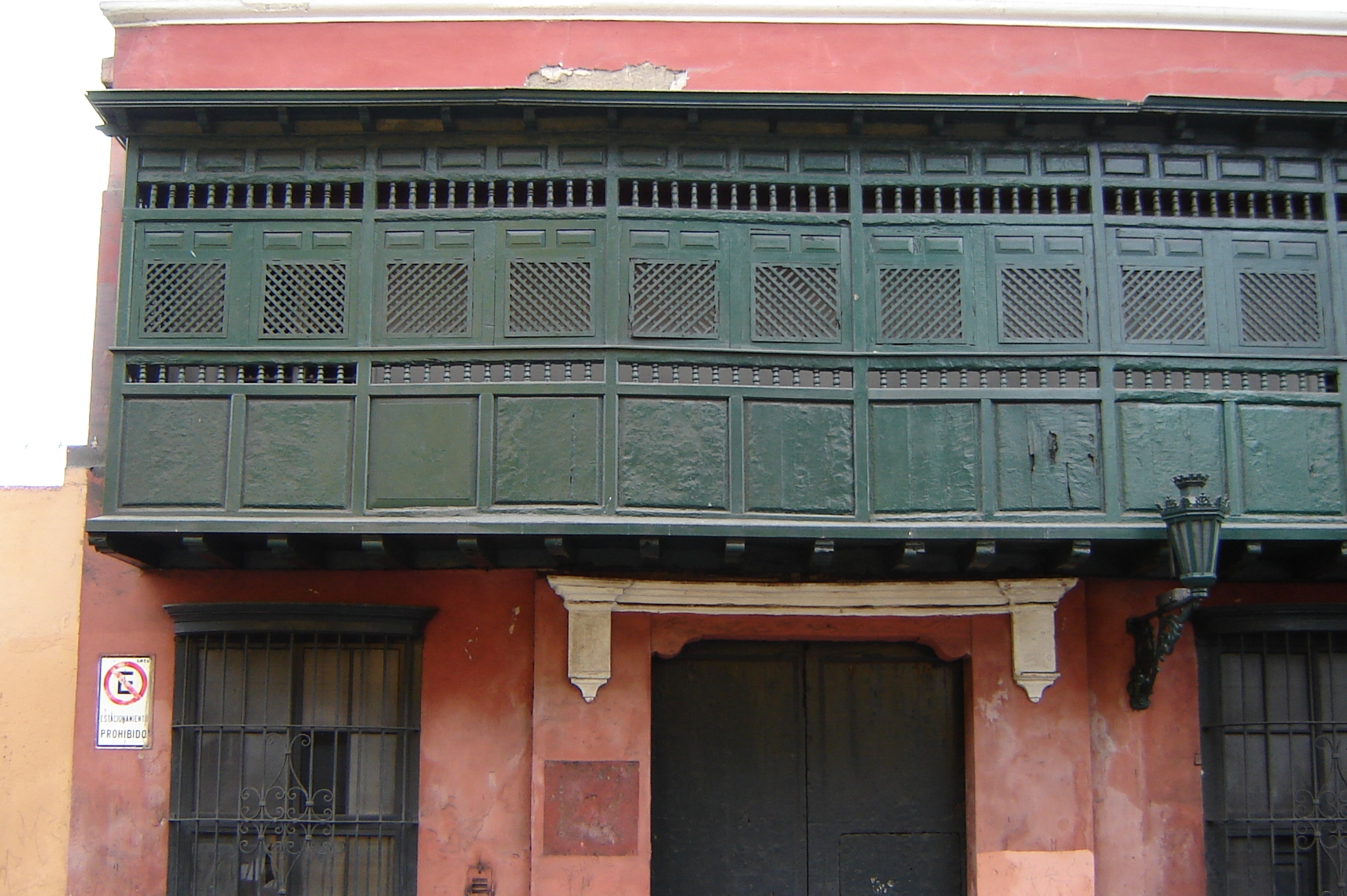
Sacada original e típica do século XVII, no Museu de Arte Taurino

A plataforma da sacada é similar à das galerias, sendo formada por cômodos que se projetam da fachada, às vezes sobre mísulas que suportavam uma viga sobre a que se assentavam os suportes verticais da sacada.
A estrutura básica da sacada limenha manteve-se a mesma apesar de sua evolução. O painel externo recobria uma armadura estrutural com trabalhos de carpintaria próprios da arquitetura colonial peruana.

## Função social
No século XVIII, os vice-reis ficavam nas varandas para se dirigir aos colonos. Nas igrejas, as sacadas também proporcionavam às abadessas a oportunidade de celebrar a missa e, ao mesmo tempo, evitar serem vistas.
As sacadas mesclam os espaços internos e externos de uma cidade, um recurso emprestado da arquitetura islâmica. As sacadas de Lima foram comparadas a "ruas no céu" e funcionam como uma ligação entre residências particulares e ruas limenhas. Antonio de la Calancha e Juan Meléndez cunharam o termo pela primeira vez, escrevendo: "Elas são tantas e tão grandes que parecem ruas no ar."
Embora as varandas tenham sido originalmente construídas para proteger as mulheres nobres dos olhares voyeurísticos, elas também eram locais de fofoca e encontros amorosos. As sacadas davam às mulheres a chance de ver a cidade, mas permaneceram escondidas ao mesmo tempo.
As sacadas também podem ser interpretadas como uma manifestação da dinâmica do poder social, pois ilustram a distinção entre indivíduos de diferentes classes. No século XVIII, igrejas e casas com varandas grandiosas eram indicativas de proprietários abastados, embora as varandas fossem construídas em estilos e materiais semelhantes.

## Conservação
Entre os anos 1996 e 1998 a Municipalidade Metropolitana de Lima promoveu um programa, dentro do Plano de Recuperação do Centro histórico de Lima, para recuperar e devolver às sacadas seu estado original.
Este programa consistiu em convidar diversas instituições públicas e privadas a "adotar" uma sacada, de maneira que assumam o investimento que significaria sua conservação e restauração. O monte total do investimento chegou em dito período aos 800.000 dólares.

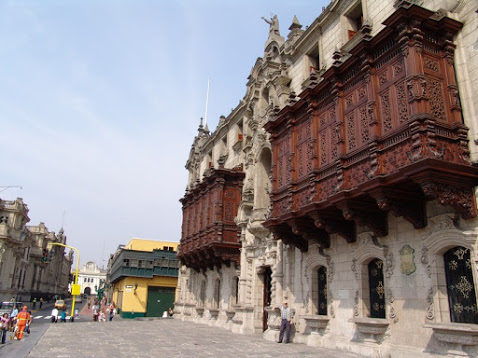
Sacada ricamente decorada do Palácio Arquiepiscopal de Lima